# Bracca ribbei
Bracca ribbei là một loài bướm đêm trong họ Geometridae.